# Три приче (филм из 1955)
Три приче (словен. Tri zgodbe) је југословенски и словеначки филм први пут приказан 21. фебруара 1955. године. Режирали су га Јане Кавчич, Франце Космач и Игор Претнар а сценарио су написали Антон Инголич, Јане Кавчич, Франце Космач, Мишко Крањец, Игор Претнар, Франце Северкар по делу Прежихова Воранца.

## Улоге
| Глумац              | Улога   |
| ------------------- | ------- |
| Славко Белак        | Ванек   |
| Јанез Бертонцељ     | Анза    |
| Анте Гнидовец       |         |
| Јанко Хочевар       |         |
| Станко Хромц        |         |
| Јанез Јерман        | Сплавар |
| Ника Јуван          | Марича  |
| Труда Коси          |         |
| Руди Космач         | Миха    |
| Марјан Краљ         |         |
| Иван Логар          |         |
| Јоже Млакар         | Петрун  |
| Јустина Петрац      |         |
| Марија Подојстершек |         |
| Лојзе Потокар       |         |
| Мајда Потокар       | Мета    |
| Лојзе Розман        |         |

Остале улоге  ▼
| Глумац           | Улога   |
| ---------------- | ------- |
| Мира Сардоч      | Ленчка  |
| Стане Север      |         |
| Митја Сипек      |         |
| Берт Сотлар      | Наћи    |
| Јуриј Соучек     |         |
| Јулка Старич     | Кате    |
| Антон Терпин     |         |
| Александер Валич | Сплавар |
| Јанез Врховец    | Ирга    |
| Јоже Закрајшек   |         |
| Милева Закрајшек |         |
| Јоже Зупан       | Миха    |

Комплетна филмска екипа  ▼
| Редитељ              | Јане Кавчич     | (сегмент 1 „Слово Андреја Витушника”)                                   |
| Редитељ              | Франце Космач   | (сегмент 3 „Копљи под брезо”)                                           |
| Редитељ              | Игор Претнар    | (сегмент 2 „На валових Муре”)                                           |
| Сценариста           | Антон Инголич   | (Сегмент — 1. „Слово Андреја Витушника”)                                |
| Сценариста           | Јане Кавчич     | (сценарио) (сегмент 1 „Слово Андреја Витушника”)                        |
| Сценариста           | Франце Космач   | (сценариста) (сегмент 3 „Копљи под брезо”)                              |
| Сценариста           | Мишко Крањец    | (Сегмент — 2. „На валових Муре”)                                        |
| Сценариста           | Игор Претнар    | (сценариста) (сегмент 2 „На валових Муре”)                              |
| Сценариста           | Франце Северкар | (сценариста) (сегмент 2 „На валових Муре”)                              |
| Сценариста           | Прежихов Воранц | (Сегмент — 3. „Копљи под брезо”)                                        |
| Композитор           | Бојан Адамич    | (сегмент 1 „Слово Андреја Витушника”) / (сегмент 2 „На валових Муре”)   |
| Композитор           | Блаж Арнич      | (сегмент 3 „На валових Муре”)                                           |
| Директор фотографије | Франце Церар    | (сегмент 3 „Копљи под брезо”)                                           |
| Директор фотографије | Иван Маринчек   | (сегмент 1 "Слово Андреја Витусника")                                   |
| Директор фотографије | Руди Ваупотич   | (сегмент 2 „На валових Муре”)                                           |
| Mонтажер             | Франце Космач   | (сегмент 3 „На валових Муре”)                                           |
| Mонтажер             | Даринка Персин  | (сегмент 1 „Слово Андреја Витушника”) (ас Даринка Персин—Андромако)     |
| Mонтажер             | Борис Строхсацк | (сегмент 2 „На валових Муре”)                                           |
| Сценограф            | Стане Ковиц     | (сегмент 1 „Слово Андреја Витушника”)                                   |
| Сценограф            | Тоне Млакар     | (сегмент 2 „На валових Муре” и 3 „Копљи под брезо”)                     |
| Одсек за шминку      | Берта Меглич    | шминкерка                                                               |
| Менаџер продукције   | Анте Блај       | директор филма (сегмент „На валових Муре”)                              |
| Менаџер продукције   | Младен Козина   | менаџер продукције: први сегмент                                        |
| Менаџер продукције   | Душан Повх      | директор филма (сегмент 3. „Копљи под брезо”)                           |
| Помоћник режије      | Звоне Синтич    | помоћник редитеља (сегмент 3 „Копљи под брезо”)                         |
| Одсек за звук        | Фрањо Јурјец    | тон мајстор (сегмент 1 „Слово Андреја Витушника” и 2 „На валових Муре”) |
| Одсек за звук        | Марјан Меглич   | тон мајстор (сегмент "3 Копљи под брезо)                                |
| Одсек за костим      | Аленка Бартл    | костимограф (сегмент : 1, „Слово Андреја Витушника”)                    |
| Одсек за костим      | Мија Јарц       | костимограф (сегмент : 2, „На валових Муре”)                            |
| Одсек за костим      | Марија Коби     | костимограф (сегмент : 3. „Копљи под брезо”)                            |